# Vaggelīs Mantzios
Vaggelīs Mantzios (in greco Βαγγέλης Μάντζιος; Atene, 22 aprile 1983) è un ex calciatore greco, di ruolo attaccante.

## Carriera

### Club

#### Paniōnios
Cresciuto nell'Athens Kallithea, viene aggregato alle giovanili del Paniōnios con cui esordisce in prima squadra il 20 gennaio 2002 nella vittoria contro l'Ethnikos Asteras. In tale occasione segna anche la sua prima rete, nei minuti finali, del definitivo 2-0.
Nella stagione successiva realizza 4 reti in 18 partite e ha la possibilità di mettersi in mostra tanto che a fine anno viene nominato miglior giovane del campionato greco.
Tra il 2003 e il 2005 disputa due annate da titolare con gli Istorikos, con i quali colleziona in quattro stagioni 12 reti in 70 gare di campionato. In campo internazionale, marca i suoi primi gol europei nella partita di Coppa UEFA del 1º dicembre 2004 vinta 5-2 contro la Dinamo Tbilisi, realizzando una tripletta.

#### Panathīnaïkos
Considerato un astro nascente del calcio greco, nell'estate 2005, a 22 anni, si trasferisce in una delle big del campionato ellenico: il Panathīnaïkos di Alberto Malesani. Il 24 settembre 2005, al suo esordio da titolare, realizza il suo primo gol con la maglia dei verdi, nel successo casalingo per 3-0 proprio contro il Paniōnios, la sua ex squadra. Tre giorni dopo si ripete in Champions League dove segna la seconda rete dei greci nella vittoria per 2-1 contro il Werder Brema.
Dopo una parentesi in Germania all'Eintracht Francoforte, nel corso della Champions League 2008-2009 realizza 3 reti, tutte contro il Werder Brema, e contribuisce al primo posto del Pana nel girone B, davanti, oltre ai tedeschi, all'Inter e all'Anorthōsī. Agli ottavi di finale i greci affrontano il Villarreal: dopo l'1-1 in Spagna, al ritorno all'Olimpico di Atene escono sconfitti per 1-2, nonostante la rete del momentaneo pareggio di Mantzios.

#### I prestiti e OFI Creta
Nell'estate 2009, con gli arrivi di Djibril Cissé e Sidney Govou, l'attaccante non trova sufficiente spazio e viene quindi prestato all'Anorthōsī di Famagosta e al Marítimo. A Madera, complice un infortunio, gioca solamente una partita. Nel 2011, scaduto il contratto col Panathīnaïkos, torna in patria, all'OFI Creta, dove ricomincia a giocare con più continuità, tanto che a fine stagione risulta il miglior marcatore dei cretesi con 7 gol.

#### Levadeiakos
Nel 2013, dopo due esperienze anonime al Baku e all'Atromītos, passa al Levadeiakos dove disputa le sue stagioni più prolifiche. Coi verde-blu disputa quattro annate in cui mette a segno complessivamente 34 reti in 101 presenze in campionato.

#### Ultime esperienze e ritiro
Nel 2018 si aggrega all'Apollōn Smyrnīs e l'anno successivo all'Olympiakos Volou. Nel 2019-2020 ritorna al Levadeiakos, questa volta in seconda serie, con cui segna 6 reti. Con i suoi 42 gol, complessivi anche della sua prima esperienza, Mantzios è il miglior marcatore della storia del club. Nel 2022 termina la sua carriera al Rouf, all'età di 39 anni.

## Palmarès

### Club

#### Competizioni nazionali
- Campionato greco: 1

Panathinaikos: 2009-2010
- Coppa di Grecia: 1

Panathinaikos: 2009-2010

### Individuale
- Miglior giovane del campionato greco: 1

2003